# Tu viện Rila
Tu viện Thánh Ivan của Rila, thường hay được họi là Tu viện Rila (tiếng Bulgaria: Рилски манастир, Rilski manastir) là tu viện Chính thống giáo Đông phương lớn nhất và nổi tiếng nhất ở Bulgaria. Nó nằm ở các núi Rila phía tây nam, 117 km (73 mi) về phía nam thủ đô Sofia trong thung lũng sâu của sông Rilska ở độ cao 1.147 m (3.763 ft) trên mực nước biển, bên trong Công viên Tự nhiên Tu viện Rila. Tu viện được đặt tên theo người sáng lập, ẩn sĩ Ivan của Rila (876 - 946 AD), và có khoảng 60 tu sĩ.
Được thành lập vào thế kỷ thứ 10, Tu viện Rila được coi là một trong những di tích văn hóa, lịch sử và kiến trúc quan trọng nhất của Bulgaria và là điểm thu hút khách du lịch quan trọng cho cả Bulgaria và Nam Âu. Chỉ trong năm 2008, nó đã thu hút 900.000 du khách. Tu viện được mô tả ở mặt sau của tờ giấy bạc 1 lev, được ban hành vào năm 1999.
Đây là di sản thế giới UNESCO từ năm 1983.